# Bălcești (gmina Beliș)
Bălcești – wieś w Rumunii, w okręgu Kluż, w gminie Beliș. W 2011 roku liczyła 123 mieszkańców.